# Episodi di Tender Touches
Elenco degli episodi della serie televisiva animata Tender Touches.
La prima stagione, composta da 5 episodi, è stata trasmessa negli Stati Uniti dal 19 dicembre al 23 dicembre 2017. La seconda stagione, composta da 5 episodi, viene trasmessa dal 27 novembre al 1º dicembre 2018.
In Italia la serie è inedita.
| nº               | Titolo originale                     | Prima TV USA     |
| Prima stagione   | Prima stagione                       | Prima stagione   |
| ---------------- | ------------------------------------ | ---------------- |
| 1                | Heated Floors                        | 19 dicembre 2017 |
| 1.5              | Heated Floors: Operetta              | 19 dicembre 2017 |
| 2                | Bamboo Floors                        | 20 dicembre 2017 |
| 2.5              | Bamboo Floors: Operetta              | 20 dicembre 2017 |
| 3                | Train Floors                         | 21 dicembre 2017 |
| 3.5              | Train Floors: Operetta               | 21 dicembre 2017 |
| 4                | Dormitory Floors                     | 22 dicembre 2017 |
| 4.5              | Dormitory Floors: Operetta           | 22 dicembre 2017 |
| 5                | Monodecathedron Floors               | 23 dicembre 2017 |
| 5.5              | Monodecathedron Floors: Operetta     | 23 dicembre 2017 |
| Seconda stagione |                                      |                  |
| 1                | She's All We Had                     | 27 novembre 2018 |
| 1.5              | She's All We Had: Operetta           | 27 novembre 2018 |
| 2                | Nude Bidet Ha-Ha Spray               | 28 novembre 2018 |
| 2.5              | Nude Bidet Ha-Ha Spray: Operetta     | 28 novembre 2018 |
| 3                | Everything is Ugly                   | 29 novembre 2018 |
| 3.5              | Everything is Ugly: Operetta         | 29 novembre 2018 |
| 4                | Breakup Cake                         | 30 novembre 2018 |
| 4.5              | Breakup Cake: Operetta               | 30 novembre 2018 |
| 5                | Holding Hands Until We Die           | 1º dicembre 2018 |
| 5.5              | Holding Hands Until We Die: Operetta | 1º dicembre 2018 |
| Terza stagione   |                                      |                  |
| 1                | That's A Wrap                        | 15 giugno 2020   |
| 2                | Foods of the World                   | 16 giugno 2020   |
| 3                | Microecosystems                      | 17 giugno 2020   |
| 4                | Rock and Roll Guys                   | 18 giugno 2020   |
| 5                | The End of the World Concert         | 19 giugno 2020   |

## Heated Floors
Steve e Charlene si tengono per mano, quando Steve le chiede perché la sua mano sta tremando. Charlene spiega che è nervosa al pensiero che Curtis ritorni presto a casa. Curtis torna a casa e viene colto alla sprovvista dalla vista di suo fratello Steve che lo tradisce con la sua ragazza Charlene. Mentre Steve difende il motivo per cui è spogliato raccontando come aveva bisogno di aiuto nell'applicazione di un olio da massaggio, Curtis interroga i due. Steve rimane sulla difensiva, mentre Charlene rivela la verità. Dopo la rivelazione, Curtis si dirige verso la sua auto per piangere e contemplare il suo prossimo piano: accoltellare Steve direttamente nel suo cuore. Ritornando al salotto, Curtis brandisce il suo lungo coltello ed esige la sua vendetta contro il tradimento di suo fratello.
- Ascolti USA: telespettatori 729.000 – rating/share 18-49 anni.[2][3]

## Heated Floors: Operetta
Questa è una versione musicale dell'episodio precedente Heated Floors.
- Ascolti USA: telespettatori 630.000 – rating/share 18-49 anni.[2][3]

## Bamboo Floors
In viaggio verso l'ospedale, Curtis rimane bloccato nel bel mezzo del traffico, mentre Charlene cerca di intrattenere Steve i cui organi sono usciti dal suo corpo. Frustrato sia dal traffico che dal sanguinamento di Steve, Curtis decide di sfogarsi dentro la sua Dodge Shadow, davanti a loro. Nonostante la situazione, Curtis cerca di consolare Steve con una canzone di Gwen Stefani. Portato in ospedale, Steve giace su una "barella di lusso" e parla con Curtis della loro situazione. Nel frattempo, Charlene passa accanto al distributore automatico per un churro e un caffè. Si presenta il Dott. Bysmol e valuta il dilemma medico di Steve. Curtis spiega com'è sorto il dilemma, mentre Steve è stato coricato in un letto d'ospedale. A Steve viene somministrata una trasfusione di latte, mentre Curtis deve lasciare una prospettiva di alloggio per una futura giovane coppia.
- Altri interpreti: Jiyoung Lee (Lily), Terrence White (acquirente della casa).
- Ascolti USA: telespettatori 783.000 – rating/share 18-49 anni.[4][5]

## Bamboo Floors: Operetta
Questa è una versione musicale dell'episodio precedente Bamboo Floors.
- Ascolti USA: telespettatori 676.000 – rating/share 18-49 anni.[4][5]

## Train Floors
Mentre Curtis è sotto processato per aver ucciso Steve, Charlene si infiltra in un misterioso treno per completare la sua parte di un patto di omicidio.
- Altri interpreti: Jeff Grant (Carmen).
- Ascolti USA: telespettatori 826.000 – rating/share 18-49 anni.[6]

## Train Floors: Operetta
Questa è una versione musicale dell'episodio precedente Train Floors.
- Ascolti USA: telespettatori 685.000 – rating/share 18-49 anni.[6]

## Dormitory Floors
Tramite un flashback viene raccontata la storia dell'incontro tra Curtis e Charlene e il loro amico comune Ratman. Nel frattempo, Charlene uccide il Dott. Bismol, mentre Ratman e il giudice decidono di sostituire Steve con due capre.
- Ascolti USA: telespettatori 911.000 – rating/share 18-49 anni.[7][8]

## Dormitory Floors: Operetta
Questa è una versione musicale dell'episodio precedente Dormitory Floors.
- Ascolti USA: telespettatori 737.000 – rating/share 18-49 anni.[7][8]

## Monodecathedron Floors
Le cospirazioni e alcune rivelazioni aiutano un cieco Steve a fuggire dalla fattoria di capre e scoprire la verità.
- Ascolti USA: telespettatori 759.000 – rating/share 18-49 anni.[9][10]

## Monodecathedron Floors: Operetta
Questa è una versione musicale dell'episodio precedente Monodecathedron Floors.
- Ascolti USA: telespettatori 647.000 – rating/share 18-49 anni.[9][10]

## She's All We Had
La madre muore e Steve eredita la villa coloniale della famiglia.
- Altri interpreti: George Babydoll Banks.
- Ascolti USA: telespettatori 685.000 – rating/share 18-49 anni.[11][12]

## She's All We Had: Operetta
Questa è una versione musicale dell'episodio precedente She's All We Had.
- Ascolti USA: telespettatori 598.000 – rating/share 18-49 anni.[11][12]

## Nude Bidet Ha-Ha Spray
Curtis tenta di fare l'amore con Charlene solo per scoprire che la ragazza ha delle punture di zanzara su tutte le gambe e ha bisogno disperatamente di un unguento. Charlene riesce ad ottenere l'unguento, ma non aiuta molto la situazione. Intanto la sorella di Curtis si presenta con il suo assistente. Nel frattempo, Steve incontra una ragazza mentre insegna una lezione di body surfing. La nascente storia si conclude con un pazzo viaggio indotto dal farmaco, che, tuttavia, non dura così a lungo.
- Ascolti USA: telespettatori 730.000 – rating/share 18-49 anni.[13][14]

## Nude Bidet Ha-Ha Spray: Operetta
Questa è una versione musicale dell'episodio precedente Nude Bidet Ha-Ha Spray.
- Ascolti USA: telespettatori 622.000 – rating/share 18-49 anni.[13][14]

## Everything is Ugly
Curtis e Steve si ritrovano a vagare in diverse parti dell'isola. Mentre Steve utilizza il suo bottino di banconote da un dollaro nel triste tentativo di cercare un taxi per tornare a casa, Curtis e una Charlene vagamente mutata vengono visitati da Verna e dal suo assistente. Segue una discussione tra Curtis e Verna, ma l'assistente mette fuori gioco Curtis e apre un muro rivelando una sorta di porta segreta.
- Altri interpreti: Andy Hones (Skin).
- Ascolti USA: telespettatori 711.000 – rating/share 18-49 anni.[15][16]

## Everything is Ugly: Operetta
Questa è una versione musicale dell'episodio precedente Everything is Ugly.
- Ascolti USA: telespettatori 606.000 – rating/share 18-49 anni.[15][16]

## Breakup Cake
Per salvare la famiglia, Charlene deve risolvere l'enigma della sirena maiale.
- Ascolti USA: telespettatori 579.000 – rating/share 18-49 anni.[17][18]

## Breakup Cake: Operetta
Questa è una versione musicale dell'episodio precedente Breakup Cake.
- Ascolti USA: telespettatori 525.000 – rating/share 18-49 anni.[17][18]

## Holding Hands Until We Die
Per realizzare i suoi progetti nefasti, Verna conduce la famiglia nel sottoterra.
- Ascolti USA: telespettatori 530.000 – rating/share 18-49 anni.[19]

## Holding Hands Until We Die: Operetta
Questa è una versione musicale dell'episodio precedente Holding Hands Until We Die.
- Ascolti USA: telespettatori 503.000 – rating/share 18-49 anni.[19]

## That's A Wrap
Steve e Curtis si incontrano con i loro genitori, portando Michelle e Charlene ad aggregarsi al viaggio. Dopo un flashback, Curtis si ribella e minaccia di divorziare da Charlene. Viene mostrato quindi il dietro le quinte sul creare della "bella televisione". Successivamente, Steve e Curtis decidono di andare a mangiare fuori.
- Ascolti USA: telespettatori 522.000 – rating/share 18-49 anni.[20]
- Altri interpreti: Ian Cone, Nicole DiCola, Avi Ezor (Cugino Avi), Ned Montgomery, Shahllen Salapuddin (Cugino AJ).

## Foods of the World
Il podcast in live streaming Pink Noise di Curtis viene interrotto dal solito comportamento dirompente di Steve nel mezzo dei suoi tentativi di promuovere "Y Tu Panties Tambien". Charlene visita Ratman e decide di iniziare una nuova vita inseguendo il sogno della cucina, producendo risultati disastrosi. Nel frattempo che Curtis e Steve discutono sul livello del volume della televisione, che sta trasmettendo il programma Murderfuckers, entrano dei ladri in casa, portando i due ad adottare misure drastiche e ridicole per proteggersi.
- Ascolti USA: telespettatori 442.000 – rating/share 18-49 anni.[21]

## Microecosystems
Degli scarafaggi iniziano a fuggire dalle loro gabbie, spargendosi ovunque, combattendo tra di loro. Dopo aver ottenuto 70 spettatori nel suo live streaming, Curtis decide di visitare il negozio di insetti dove trova un cardigan giallo, portandolo a sviluppare dei pensieri sessuali su Michelle. Successivamente scambia la ragazza con una modella nuda a causa della sua grande somiglianza
Dopo aver visto un cardigan giallo al negozio di insetti, Curtis sviluppa vari pensieri sessuali su Michelle.
- Ascolti USA: telespettatori 490.000 – rating/share 18-49 anni.[22]
- Altri interpreti: Alice Feigel, Chelsea Thomas.

## Rock and Roll Guys
Curtis tenta ancora una volta di catturare e condividere con successo dei "bellissimi eventi celesti" per il suo podcast in live streaming Pink Noise. Quando parte per il suo progetto, un senzatetto, che emerge da un bidone della spazzatura, gli chiede il telefono, attaccandolo poi sul posto e mancando di rispetto alla sua attrezzatura.
Curtis, con l'aiuto di suo fratello Steve e del podcast, si imbatte casualmente in un'idea per una canzone. I due interrompono quindi la loro solita discussione della giornata, portandoli a comporre un brano intitolato What’s That Pounding? utilizzando delle tastiere e una chitarra. Mentre si dirigono ad una cerimonia di premiazione, la gente comincia ad accalcarsi al taxi per una breve commedia che commentava la natura dei conducenti di Uber e Lyft, i quali, a detta loro, non conoscono i loro confini e le direzioni. Alla cerimonia, Taishi, l'agente immobiliare di Rock and Roll, vince il premio con grande sgomento di Curtis. Più tardi rivela di non voler essere davvero
un agente immobiliare del rock and roll, affermando di voler essere semplicemente "un ragazzo del rock and roll". Dopo aver abbandonato la sua carriera nel settore immobiliare, Taishi decide di unirsi a Steve, Michelle e Curtis, con Michelle che vedendo rapidamente del potenziale, convince i tre ragazzi a fondare una band.
- Ascolti USA: telespettatori 452.000 – rating/share 18-49 anni.[23]
- Altri interpreti: Jiyoung Lee (Lily), Troy Nelson.

## The End of the World Concert
I due fratelli formano una band e ottengono un ottimo contratto discografico, portandoli ad esibirsi in un concerto sulla Fine del Mondo in una cattedrale.
- Ascolti USA: telespettatori 433.000 – rating/share 18-49 anni.[24]
- Altri interpreti: Zae Jordan, Javier Williams.